# مگس‌های پرپرزن
مگس‌های پرپرزن(نام علمی: Pallopteridae) نام یک تیره از زیرراسته کوتاه‌شاخکان است.